# Homogen differentialekvation
En homogen differentialekvation består endast av y och dess derivator, utan andra funktioner av x i ekvationen. En homogen differentialekvation är på formen:
{\displaystyle f(y(x),y'(x),...,y^{(n)}(x))=0;}
Där {\displaystyle y^{(n)}} betecknar n:te derivatan, där n betecknar ekvationens grad. Exempelvis är n = 2 vid en andragradsekvation.
Homogena partiella differentialekvationer kan vanligen lösas med hjälp av variabelseparation.
I fysik tolkas homogena differentialekvationer som att en kropp (fysik) eller ett system inte påverkas utöver begynnelsevärden eller randvärden. Det kan till exempel vara ett system i svängning, utan påtvingad svängning.

## Exempel
Ett enkelt exempel på en homogen differentialekvation:
{\displaystyle y^{\prime }(x)+y(x)=0}
Exempel på inhomogena differentialekvationer:
{\displaystyle y^{\prime }(x)-y(x)=f(x)}
{\displaystyle {\frac {y(x)}{y^{\prime }(x)}}=x}